# Городские новости
«Городски́е но́вости» — муниципальная газета города Красноярска, учредитель — Администрация города Красноярска. Зарегистрирована 5 мая 1994 года (тот день можно считать официальным днём рождения). В настоящее время издаётся МАУ г. Красноярска «Издательский центр  „Городские новости“», выходит три раза в неделю.

## История газеты
Первый номер вышел 25 ноября 1994 года. Газета была создана как официальный орган местного самоуправления, информирующий население о работе местной власти и публикующий нормативно-правовые документы органов местного самоуправления.
Уже в 1995 году издание увеличило периодичность до двух раз в неделю. Это позволило расширить список тем и ввести первые регулярные целевые полосы и рубрики: «Неотложка», «Остров Отдыха», «Афиша», «Ябеда».
В 2001 году газета стала выходить три раза в неделю. В ней печатались публикации ведущих аналитических журналистов Красноярска: Евгения Латышева, Алексея Тарасова, Виктора Мельника. В то же время появились новые популярные рубрики: «Семейный круг», «Студия», ДСП, «Дачный сезон», «Господин потребитель». Позже — экономическое приложение «Деловой четверг», спортивное приложение «Стадион», а также приложения «Проспект культуры», «Классный день» (о системе образования), «Призвание» (о работе органов социальной защиты).
Регулярные рубрики: «Народная трибуна», «Вопрос месяца», «Прямой ответ», «Вопрос чиновнику» позволяют изданию держать обратную связь с читателем. Поэтому ежегодно в редакцию поступают сотни писем от жителей города, на которые читатели могут получить подробные ответы.

## Главные редакторы газеты
- Кошкина, Галина Германовна — с 1994 по 1996 год.
- Суховольский, Александр Владиславович — с 1996 по 1998 год.
- Конусов, Николай Александрович — с 1998 по 2000 год.
- Карлова, Ольга Анатольевна — с 2000 по 2005 год.
- Южакова, Елена Михайловна — с 2005 по 2019 год.
- Корень, Лариса Александровна — в 2019 году — исполняющая обязанности.
- Машегов, Алексей Васильевич — с 2019 по 2022 год.
- Усков, Дмитрий Михайлович — с 2022 года по настоящее время.

## Награды
1. Диплом победителя краевого творческого конкурса в номинации «Лучшая городская газета» (Красноярск, 2004 год).
2. Лауреат в номинации «Городская газета» на XI Всероссийском фестивале СМИ «Вся Россия — 2006».
3. «Сибирь — территория надежд». Межрегиональный конкурс журналистского мастерства. Диплом за II место. В номинации «Печатные СМИ. Городские газеты» (2008 год).
4. «Сибирь — территория надежд». Межрегиональный конкурс журналистского мастерства. I место в номинации «Печатные СМИ. Городские газеты» (2010 год).
5. Всероссийский конкурс «Власть народная». Диплом за информационную поддержку и освещение реформы местного самоуправления (Нижний Новгород, 13 сентября 2008 года).
6. Диплом победителя краевого творческого конкурса «PRO образование» среди журналистов на лучшее освещение в средствах массовой информации темы развития образования в Красноярском крае в номинации «Лучшее специальное приложение по образованию» (Красноярск, 2010 год).
7. «Сибирь — территория надежд». Межрегиональный конкурс журналистского мастерства. Лауреат в номинации «Лучшая городская газета» (2013 год).

## Факты
С 1996 года по настоящее время в логотипе газеты используется стилизованное изображение герба Красноярска.